# Geroldsee (Oberpfalz)
Geroldsee, heute eine Wüstung, war der Hauptort der gleichnamigen Gemeinde im Oberpfälzer Landkreis Parsberg. Die Gemeinde wurde 1951 wegen des zu errichtenden amerikanischen  Truppenübungsplatzes Hohenfels größtenteils abgesiedelt und 1958 aufgelöst.

## Geographische Lage
Die Wüstung liegt auf 493 m über NHN etwa 2 km nördlich der Begrenzung des Truppenübungsplatzes in der Flur zwischen dem Raitscher Berg (591 m über NHN) im Süden, dem Faulenberg (581 m über NHN) im Osten, dem Hainberg im Norden und dem Steiniger Berg (608 m über NHN) im Südwesten. Nach Geroldsee führten historisch von Südwesten her der Reischerweg, von Nordwesten der Velburgerweg, von Norden her der Steiner-Weg und der Mitterweg sowie von Süden her der Herrmannsdorferweg.

## Ortsnamendeutung
Der Ortsname kann gedeutet werden als Ansiedelung am See des Gerolt; ein kleines Gewässer gibt es dort noch heute.

## Geschichte
Bei Geroldsee wurden jungsteinzeitliche Funde gemacht.
Der Weiler ist erstmals um 1214/16 urkundlich genannt, als Hartwig von Hirschberg, Bischof von Eichstätt im Streit zwischen dem Abt von Kastl und dem Pfarrer von Oberweiling wegen des Patronates über die Kapelle St. Georg von „Geroltse“ das Urteil fällte, der Abt habe nachzuweisen, dass er 40 Jahre und mehr das Patronatsrecht innegehabt habe; dieser Beweis gelang dem Abt mittels Zeugen. Um 1325 ist Geroldsee mit 2 Höfen und dem Patronatsrecht über die Kirche in einer Güterbeschreibung des Klosters Kastl erwähnt.
Der Weiler gehörte zur herzoglich-bayerischen Herrschaft Lutzmannstein, die an Adelige verliehen wurde. Als die Erben von Friedrich Kemnather die Herrschaft 1428 an Herzog Johann von Pfalz-Neumarkt verkauften, bestand Geroldsee aus zwei Höfen, einer Hofstatt und einer Sölde. Um 1600 besaß das Kloster Kastl in Geroldsee drei Güter; ein weiteres Gut, das des Rottkepl, gehörte grundherrschaftlich dem pfalz-neuburgischen Pflegamt Velburg. Am Ende des Alten Reiches, um 1800, gehörten im Weiler zwei Anwesen zum Amt Velburg, während die Herrschaft Lutzmannstein, im Besitz des Philipp Wilhelm von Gi(e)se, der auch Patrimonialgerichtsbarkeit besaß, Untertanen auf drei Geroldseer Anwesen hatte. Nach Gieses Tod unterstanden die Lutzmannsteinschen Untertanen ab 1817 provisorisch einem Gerichtsverwalter des Landgerichtes Parsberg. 1830 genehmigte das Königreich Bayern die Errichtung eines Patrimonialgerichts II. Klasse für Lutzmannstein und Allersburg, das Friedrich August von Gise innehatte, bis die adelige Gerichtsbarkeit in Bayern 1848 eingezogen wurde.
Durch das Königreich Bayern (1806)  war um 1810 der Steuerdistrikt Geroldsee im Landgericht Parsberg gebildet worden. Diesem gehörten Geroldsee, Dantersdorf, Krumpenwinn und (Ober- und Unter-)Schmidheim an. Mit dem zweiten bayerischen Gemeindeedikt von 1818 wurde daraus eine Ruralgemeinde. 1867 kamen zur Gemeinde die Einöden Hölle und Gstetterthal hinzu. Durch die Auflösung des Bezirksamts Velburg kam die Gemeinde 1880 zum neu gebildeten Bezirksamt Parsberg.
Im Zuge der Bildung eines Truppenübungsplatzes für US- und NATO-Truppen wurde die Gemeinde Geroldsee mit Ausnahme des außerhalb des Truppenübungsplatzes liegenden Gemeindeteils Dantersdorf bis zum 1. Oktober 1951 geräumt und ihre Bewohner umgesiedelt; am 25. Januar 1952 beschloss die Regierung von Oberpfalz, Dantersdorf zum 25. März 1952 zur Gemeinde Velburg zu legen. Am 6. Oktober 1958 wies das Bayerische Staatsministerium des Innern an, die restlich verbliebene Gemeinde Geroldsee aufzulösen.
Im Weiler Geroldsee wohnten
- 1836 49 Einwohner (7 Häuser),[14]
- 1871 34 Einwohner (19 Gebäude; Großviehbestand 1873: 6 Pferde, 46 Stück Rindvieh),[15]
- 1900 26 Einwohner (4 Wohngebäude),[16]
- 1925 35 Einwohner (4 Wohngebäude),[17]
- 1937 38 Einwohner (nur Katholiken),[18]
- 1950 31 Einwohner (5 Wohngebäude).[19]

In der Gemeinde Geroldsee wohnten
- 1840 231 Einwohner[12]
- 1871 226 Einwohner[15]
- 1900 220 Einwohner[16]
- 1925 248 Einwohner[17]
- 1939 252 Einwohner[11]
- 1950 242 Einwohner[19]

## Kirchliche Verhältnisse
Geroldsee gehörte mit seiner Kirche St. Georg seit altersher dem Kloster Kastl; 1730 wurde der Ort eine Filiale der Pfarrei Hörmannsdorf im Eichstätter Diözesangebiet. 1584 galt die Kirche als „eingegangen“, 1629 als eingefallen, 1715 wurde sie wiedererrichtet. 1797 wurde ein neuer Choraltar aufgerichtet.
Bei Geroldsee ist die um 1325 in einer Güterbeschreibung des Klosters Kastl erwähnte Ansiedelung „Ernersperch“ abgegangen.